# Sloveniens flagga

Örlogsgös

Sloveniens flagga är en trikolor i de panslaviska färgerna med Sloveniens statsvapen vid inre kanten. Flaggan antogs den 27 juni 1991 och har proportionerna 1:2. Statsflaggan har samma utseende, men har proportionerna 2:3.

## Historik
Under tiden som jugoslavisk delrepublik hade Slovenien samma trikolor som dagens nationsflagga, fast med en centrerad stjärna i stället för statsvapnet. Färgerna vitt, blått och rött förekom också i Jugoslaviens flagga, fast i omvänd ordning jämfört med den slovenska. Färgerna och flaggans utformning ansluter till den ryska flaggans, och påminner om det ryska stödet till frihetsrörelserna på Balkan under 1800-talet, då dagens Slovenien var en del av Österrike. Färgerna rött och blått har emellertid också förekommit tidigare, ursprungligen i en medeltida vapensköld för hertigdömet Vojvodina Kranjska. I samband med oroligheter 1848 skapades en trikolor med färgerna rött, vitt och blått som sedan dess fungerat som symbol för Slovenien. Statsvapnet infördes när Slovenien förklarade sig självständigt den 26 juni 1991, och den nya flaggan hissades för första gången på Republiktorget framför det slovenska parlamentet i Ljubljana den 25 juni 1991.

## Färger
Färgernas officiella definitioner regleras i lag från den 21 oktober 1994.
| Färgschema                                              | Blå            | Röd            | Gul           | Vit        |
| ------------------------------------------------------- | -------------- | -------------- | ------------- | ---------- |
| CMYK                                                    | 100, 60, 0, 10 | 0, 100, 100, 0 | 0, 10, 100, 0 | 0, 0, 0, 0 |
| SCOTDIC 777 – internationellt färgkodningssystem (2034) | N46 N722509    | N23 N074014    | N6 N197512    | N1 N95     |